# Бруквілл (Канзас)
Бруквілл (англ. Brookville) — місто (англ. city) в США, в окрузі Салін штату Канзас. Населення — 247 осіб (2020).

## Географія
Бруквілл розташований за координатами 38°46′25″ пн. ш. 97°51′53″ зх. д. / 38.77361° пн. ш. 97.86472° зх. д. (38.773505, -97.864708).  За даними Бюро перепису населення США в 2010 році місто мало площу 1,49 км², уся площа — суходіл.

## Демографія
Згідно з переписом 2010 року, у місті мешкали 262 особи в 101 домогосподарстві у складі 72 родин. Густота населення становила 176 осіб/км².  Було 113 помешкання (76/км²).
Расовий склад населення:
| - 94,3 % — білих - 0,4 % — вихідців з тихоокеанських островів - 0,4 % — корінних американців - 1,5 % — осіб інших рас |

До двох чи більше рас належало 3,4 %. Частка іспаномовних становила 5,0 % від усіх жителів.
За віковим діапазоном населення розподілялося таким чином: 27,9 % — особи молодші 18 років, 61,4 % — особи у віці 18—64 років, 10,7 % — особи у віці 65 років та старші. Медіана віку мешканця становила 39,0 року. На 100 осіб жіночої статі у місті припадало 120,2 чоловіків;  на 100 жінок у віці від 18 років та старших — 107,7 чоловіків також старших 18 років.
Середній дохід на одне домашнє господарство  становив 50 514 долари США (медіана — 48 203), а середній дохід на одну сім'ю — 57 453 долари (медіана — 49 531). За межею бідності перебувало 18,4 % осіб, у тому числі 17,4 % дітей у віці до 18 років та 33,3 % осіб у віці 65 років та старших.
Цивільне працевлаштоване населення становило 128 осіб. Основні галузі зайнятості: освіта, охорона здоров'я та соціальна допомога — 28,9 %, виробництво — 14,1 %, транспорт — 11,7 %, роздрібна торгівля — 9,4 %.